# Beaurepaire (Senna Marittima)
Beaurepaire è un comune francese di 479 abitanti situato nel dipartimento della Senna Marittima nella regione della Normandia.

## Società

### Evoluzione demografica
Abitanti censiti